# Акита, Удзяку
Удзяку А́кита (яп. 秋田 雨雀 Акита Удзяку, 30 января 1883 года — 12 мая 1962 года) — японский драматург, писатель и общественный деятель.

## Биография
Удзяку Акита родился в бедной семье в посёлке Куроиси уезда Минамицугару префектуры Аомори, получив при рождении имя Токудзо Акита (яп. 秋田 徳三 Акита Токудзо:). Он окончил отделение английского языка и литературы Университета Васэда в Токио. Интересовался социалистическими идеями. Его также привлекала русская культура. В пьесе «Первая заря», направленной против русско-японской войны, Акита с большой симпатией изобразил русских.
Акита начал печататься с 1907 года. В 1915 году, благодаря встрече со слепым эсперантистом Василием Ерошенко, он познакомился с языком эсперанто. В 1914—1919 годах увлекался индийской философией. Создал несколько драм мистического характера, в частности, в 1920 году написал драму «Будда и смерть ребёнка». Удзяку Акита являлся одним из основателей театра «Сэнку-дза», в котором была поставлена его пьеса «Граната» (1923). Написал также пьесы: «Погребённая весна» (1913), «Три души» (1918), «Ночь на границе» (1921) и др., вошедшие в одноимённые сборники.
В 1927—1928 годах Акита посетил СССР к десятой годовщине революции и после посещения опубликовал очерки, посвященные строительству социализма в СССР («Молодая Советская Россия», 1929). Много писал для детей. В 1931 году организовал «Японский пролетарский эсперантистский союз» (эсп. Japana Prolet-Esperantista Unio), который позже был закрыт полицией, переводил сочинения Василия Ерошенко на японский язык и написал учебник эсперанто.
Подъём правого милитаристского движения в Японии принёс трудности для симпатизировавшего социализму Акиты: осенью 1933 года его несколько недель продержали под стражей, заставив письменно отчитаться о своих действиях. Тем не менее, он продолжил работать и в следующем году основал журнал «Teatoro» («театр» на эсперанто), который по состоянию на 2010 год продолжает существовать. Он вступил в «Новую совместную театральную труппу» (яп. 新協劇団 Синкё: гэкидан), однако деятельность её была ограничена, так как пьесы на политические темы ставить было небезопасно.
После Второй мировой войны Акита возглавил Институт сценического искусства в Токио. С 1947 года был членом Коммунистической партии Японии.
На протяжении всей жизни Удзяку Акита интересовался русской культурой. Так в 1957 году в Токио были опубликованы осуществленные им переводы русских народных сказок, а в 1931 году он возглавлял Общество друзей Советского Союза. Посвященный писателю музей открылся в его родном городе в 1979 году.